# Bror Christian Hoppe

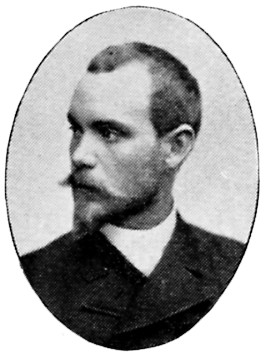
Foto Hoppes

Bror Christian Hoppe, auch Bruno Christian Hoppe (* 28. November 1859 in Ystad; † 2. April 1937 in Malmö) war ein schwedischer Maler.

## Leben und Werke

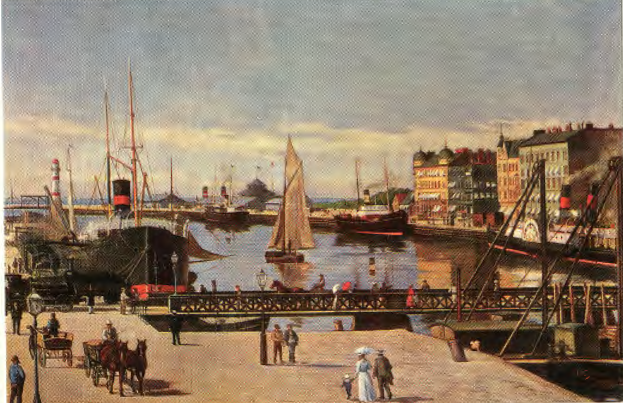
Der Hafen in Malmö, 1899

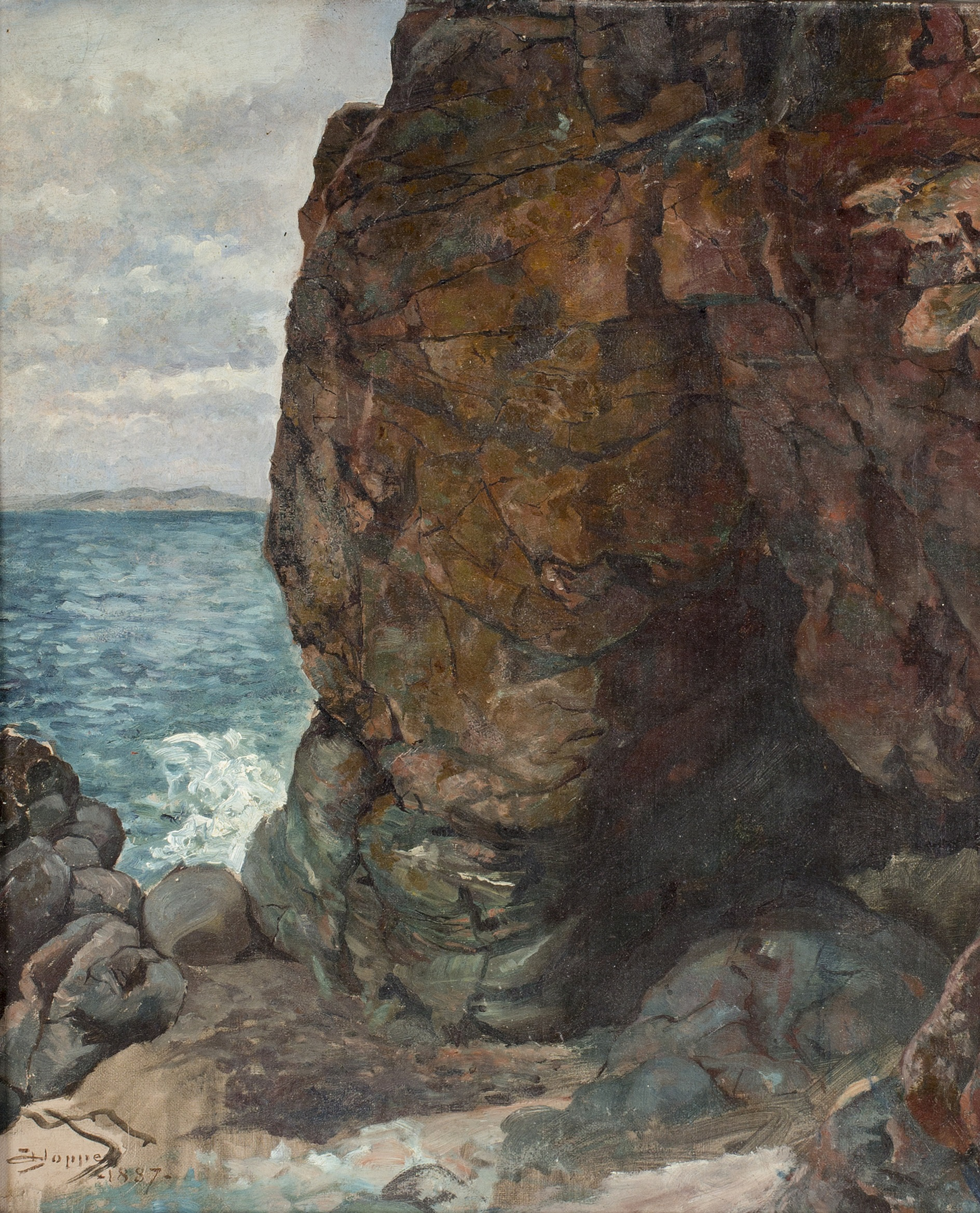
Klippen am Meer

Hoppe war der Sohn des Fabrikanten und Uhrmachers Carl Johann Hopp und dessen Frau Jeanette (geborene Hagelin). Er studierte von 1881 bis 1887 an der Kunstakademie in Stockholm, von 1888 bis 1889 in Kopenhagen und anschließend bis 1892 in Paris, wo er von Léon Bonnat unterrichtet wurde. Er unternahm bis 1898 Studienreisen nach Frankreich, Italien und Deutschland, wobei er sich für längere Zeit in München aufhielt. Nach seiner Rückkehr in die Heimat fertigte er im Auftrag des dänischen Staates Kopien der Sammlung von Schloss Gripsholm an. Er wurde bald ein gefragte Porträtmaler in seiner Heimat. In den letzten Jahren widmete sich Hoppe der Darstellung von Landschaften und Stadtansichten. Er war in den 1890er Jahren Lehrer an der Malschule für Frauen und von 1907 bis 1908 an der Kunstschule in Malmö. Seit 1898 war er mit Ingeborg Johanna (geborene Jansson, 1870–1920) verheiratet, einer Tochter von Eric Jansson und dessen Frau Anna (geborene Andersson). Das Paar hatte eine Tochter Ebba Ingeborg Johanna Catarina, die am 24. Juni 1900 geboren wurde.
Werke Hoppes befinden sich in Museen in Ystad und Malmö, darunter Genre- und Landschaftsbilder sowie Frauenakte, Innenräume und Porträts. Auch als Aquarellmaler war er bekannt. Der Höhepunkt seines künstlerischen Schaffens lag in den 1880er und 1890er Jahren.
- 1887: Dr. Eliasson (Aquarell)
- 1892: Oberst Anarcrona
- 1895 Porträt seiner Mutter
- 1902: Major Åkerman
- 1908 Porträtstudie (Malmö Museum) und Kaufmann C. Faxe
- 1917 Freiherr De Geer auf Leufsta
- 1922: Gouverneur Graf De la Gardie

## Ehrungen
- 1888 erhielt er eine Medaille der Akademie für seine Andromeda
- Nach seinem Tod 1937 gab es in Malmö eine Gedächtnisausstellung